# Pierre Owono Ebede
Pierre Owono Ebede, född 19 februari 1980 i Yaoundé, Kamerun, är en kamerunsk tidigare fotbollsmålvakt.
Ebede debuterade i det kamerunska landslaget 2005 där han var andremålvakt bakom Carlos Kameni.